# Глібівський ботанічний заказник
Глі́бівський зака́зник — ботанічний заказник місцевого значення в Україні. Об'єкт природно-заповідного фонду Хмельницької області. 
Розташований у межах Новоушицького району Хмельницької області, на захід від села Майдан-Карачієвецький. 
Площа 144 га. Статус присвоєно згідно з рішенням облвиконкому від 26.10.1990 року № 194. Перебуває у віданні ДП «Новоушицький лісгосп» (Браїлівське л-во, кв. 6, 9, 10). 
Статус присвоєно для збереження частини лісового масиву з високопродуктивними насадженнями дуба. 